# Emmanuel Schotté
Emmanuel Schotté (1958) è un attore francese.
Dopo aver servito 18 anni nell'Armée de l'Air, da disoccupato viene scelto dal regista Bruno Dumont sul luogo delle riprese per il film L'umanità. Ha vinto il Prix d'interprétation masculine al Festival di Cannes 1999 per il film ma da attore non professionista. Questo è il suo unico film in carriera.

## Filmografia
- L'umanità (L'humanité), regia di Bruno Dumont (1999)